# AC/DC: Iron Man 2
AC/DC: Iron Man 2 —  альбом саундтреков австралийской хард-рок группы AC/DC, выпущенный 19 апреля 2010 года в качестве саундтрека к фильму «Железный человек 2» (2010).
Отдельный альбом саундтреков к фильму, написанный Джоном Дебни, был выпущен 20 июля 2010 года. Композиция «Make Way for Tomorrow Today», использованная для выставки Старка, была написана Ричардом М. Шерманом как дань уважения его собственной композиции «There's a Great Big Beautiful Tomorrow».

## Об альбоме
AC/DC: Iron Man 2 представляет собой сборник хитов AC/DC из 10 разных альбомов, выпущенных с 1975 по 2008 год. 26 января 2010 года в эфиры телеканалов вышел клип на песню «Shoot to Thrill» с кадрами из фильма «Железный человек 2». Съёмка живого концерта велась в конце 2009 года в Буэнос-Айресе.
Альбом AC/DC был анонсирован 26 января и рассматривается как используемый в том же смысле, что и Who Made Who для «Maximum Overdrive» Стивена Кинга - не сборник величайших хитов, а альбом-компиляция, содержащий как хиты, так и менее известные композиции. Однако, в отличие от Who Made Who, здесь нет новых песен. Сопредседатель Columbia Records Стив Барнетт сказал: "Видение Джона Фавро и его страсть к музыке AC/DC органично вписались в этот невероятный фильм; музыка действительно подчеркивает высокую энергию и волнение фильма". В альбоме почти наполовину собраны песни из эпохи Бон Скотта и Брайана Джонсона в AC/DC. В альбом вошли пятнадцать композиций из десяти различных альбомов, начиная с 1975 по 2008 год, некоторые из которых были ремикшированы Майком Фрейзером для возможного включения в фильм. Только две песни («Shoot to Thrill» и «Highway to Hell») были полностью использованы в фильме, а одна песня («Back in Black») действительно звучала в предыдущем фильме. Песни «Thunderstruck», «War Machine» и «The Razors Edge» были использованы в трейлерах и рекламных роликах к фильму.

## Список композиций
Слова и музыка всех песен — Ангус Янг, Малькольм Янг и Брайан Джонсон, кроме тех, где указано другое.
| №                   | Название                            | Автор(ы)                 | Оригинальный альбом (год)                    | Длительность |
| ------------------- | ----------------------------------- | ------------------------ | -------------------------------------------- | ------------ |
| 1.                  | «Shoot to Thrill»                   |                          | Back in Black (1980)                         | 5:17         |
| 2.                  | «Rock 'n' Roll Damnation»           | А. Янг, М. Янг, Б. Скотт | Powerage (1978)                              | 3:37         |
| 3.                  | «Guns for Hire»                     |                          | Flick of the Switch (1983)                   | 3:26         |
| 4.                  | «Cold Hearted Man»                  | А. Янг, М. Янг, Б.Скотт  | Powerage (1978)                              | 3:34         |
| 5.                  | «Back in Black»                     |                          | Back in Black (1980)                         | 4:14         |
| 6.                  | «Thunderstruck»                     | А. Янг, М. Янг           | The Razor's Edge (1990)                      | 4:53         |
| 7.                  | «If You Want Blood (You've Got It)» | А. Янг, М. Янг, Б. Скотт | Highway to Hell (1979)                       | 4:37         |
| 8.                  | «Evil Walks»                        |                          | For Those About to Rock We Salute You (1981) | 4:23         |
| 9.                  | «T.N.T.»                            | А. Янг, М. Янг, Б. Скотт | T.N.T. (1975)                                | 3:34         |
| 10.                 | «Hell Ain’t a Bad Place to Be»      | А. Янг, М. Янг, Б.Скотт  | Let There Be Rock (1977)                     | 4:15         |
| 11.                 | «Have a Drink on Me»                |                          | Back in Black (1980)                         | 3:57         |
| 12.                 | «The Razor’s Edge»                  | А. Янг, М. Янг           | The Razor’s Edge (1990)                      | 4:23         |
| 13.                 | «Let There Be Rock»                 | А. Янг, М. Янг, Б. Скотт | Let There Be Rock (1977)                     | 6:07         |
| 14.                 | «War Machine»                       | А. Янг, М. Янг           | Black Ice (2008)                             | 3:10         |
| 15.                 | «Highway to Hell»                   | А. Янг, М. Янг, Б. Скотт | Highway to Hell (1979)                       | 3:28         |
| Общая длительность: | Общая длительность:                 | Общая длительность:      | Общая длительность:                          | 60:15        |

| №   | Название                                                                 | Музыка                      | Длительность |
| --- | ------------------------------------------------------------------------ | --------------------------- | ------------ |
| 1.  | «Shoot to Thrill» (Iron Man 2 Version)                                   | A. Young, M. Young, Johnson |              |
| 2.  | «The making of Shoot to Thrill music video»                              |                             |              |
| 3.  | «Highway to Hell» (live at River Plate Stadium, Buenos Aires, 2009)      | A. Young, M. Young, Scott   |              |
| 4.  | «Rock 'n' Roll Damnation» (Live at Apollo Theatre, Glasgow, 1978)        | A. Young, M. Young, Scott   |              |
| 5.  | «If You Want Blood (You've Got It)» (Highway to Hell music video, 1979)  | A. Young, M. Young, Scott   |              |
| 6.  | «Back in Black» (live at Plaza de Toros de Las Ventas, Madrid, 1996)     | A. Young, M. Young, Scott   |              |
| 7.  | «Guns for Hire» (live at Joe Louis Arena, Detroit, MI, 1983)             | A. Young, M. Young, Johnson |              |
| 8.  | «Thunderstruck» (live at Donington Park, 1991)                           | A. Young, M. Young          |              |
| 9.  | «Let There Be Rock» (live at Plaza de Toros de Las Ventas, Madrid, 1996) | A. Young, M. Young, Scott   |              |
| 10. | «Hell Ain't a Bad Place to Be» (live at Circus Krone, Munich, 2003)      | A. Young, M. Young, Scott   |              |

### Состав группы
- Ангус Янг - лид-гитара;
- Малкольм Янг - ритм-гитара, бэк-вокал;
- Брайан Джонсон - вокал (треки 1, 3, 5, 6, 8, 11, 12, 14);
- Бон Скотт - вокал (треки 2, 4, 7, 9, 10, 13, 15);
- Клифф Уильямс - бас-гитара, бэк-вокал (треки 1-8, 11, 12, 14, 15);
- Mark Evans - бас-гитара (треки 9, 10, 13);
- Фил Радд - ударные (треки 1-5, 7-11, 13-15);
- Крис Слэйд - ударные (треки 6, 12).

### История выпуска
| Страна         | Дата           |
| -------------- | -------------- |
| Великобритания | 19 апреля 2010 |
| США            | 20 апреля 2010 |
| Австралия      | 23 апреля 2010 |

### Приём и чарты
| Оценки критиков | Оценки критиков                                                                 |
| Источник        | Оценка                                                                          |
| --------------- | ------------------------------------------------------------------------------- |
| AllMusic        | .                                                                               |
| BBC             | (благоприятный).                                                                |
| Kerrang!'       | Ошибка: некорректно задана дата установки (исправьте через подстановку шаблона) |

Стивен Томас Эрливайн из музыкальной онлайн-базы данных AllMusic дал саундтреку смешанную рецензию, заявив, что "это хорошая гутс-гитарная музыка, ее единственный недостаток в том, что она играет совершенно безопасно… если только вы не подумаете, что это может быть немного рискованно - предлагать коллекцию музыки 30-летней давности подростковой аудитории фильма «Железный человек 2». BBC дала альбому положительную рецензию, заявив: «Молодые слушатели могут счесть все это немного шаблонным, но помните: AC/DC - оригиналы, их подражатели ответственны за разбавление потенции альбома. Для тех, кто только собирается зажечь, поднимите еще один салют вашим непреходяще увлекательным праотцам.».
«Железный человек 2» дебютировал на №1 в UK Albums Chart после выхода, обеспечив AC/DC их третий №1 альбом в Великобритании после Back in Black и Black Ice. Альбом дебютировал на №4 на Billboard 200, продав 76 000 копий за первую неделю релиза. Он стал восьмым альбомом группы в топ-10 в США. Он достиг №1 на Mainstream Rock Albums и оставался №1 в течение пяти недель подряд.

### Музыкальное видео
26 января 2010 года было выпущено музыкальное видео на песню «Shoot to Thrill» с эксклюзивными кадрами из фильма «Железный человек 2». Концертные кадры, использованные в клипе, были сняты в конце 2009 года в Буэнос-Айресе и позже вошли в концертный фильм «Live at River Plate». После выхода альбома было выпущено еще одно музыкальное видео, включающее кадры концерта в Буэнос-Айресе и кадры из фильма «Железный человек 2», на этот раз с живой записью выступления «Highway to Hell».

## Чарты и сертификации
| Чарт (2010)             | Место |
| ----------------------- | ----- |
| Australian Albums Chart | 2     |
| Canadian Albums Chart   | 1     |
| Finnish Albums Chart    | 5     |
| German Albums Chart     | 1     |
| Hungarian Albums Chart  | 2     |
| Irish Albums Chart      | 1     |
| Mexican Albums Chart    | 7     |
| Polish Albums Chart     | 5     |
| Spanish Albums Chart    | 2     |
| UK Albums Chart         | 1     |
| US Billboard 200        | 4     |

| Страна      | Сертификация | Количество продаж |
| ----------- | ------------ | ----------------- |
| Finland     | Platinum     | 24 433            |
| Germany     | Gold         | 100 000+          |
| Greece      | Gold         | 3000+             |
| Italy       | Gold         | 30 000+           |
| Poland      | Gold         | 15 000+           |
| Hungary     | Platinum     | 6000+             |
| New Zealand | Gold         | 7500+             |
| UK          | Platinum     | 300 000+          |
| Australia   | Platinum     | 70 000+           |